# Associated Equipment Company

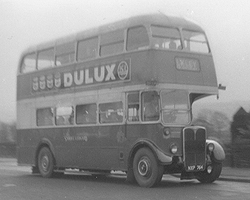
AEC Regent

Az Associated Equipment Company (röviden AEC) egy brit autóbuszokat és tehergépjárműveket gyártó vállalat volt 1912 és 1979 között. A gyár elsősorban az AEC és az ACLO rövidítéseket használta a járművei márkajelzéséhez.
Leghíresebb járművük a főleg London számára készített Routemaster, de ezen kívül számos gépjárművet szállított le belföldre és külföldre egyaránt.

## Története

### Előzmények
1855-ben megalapították a London General Omnibus Companyt a londoni omnibuszok szabályozására és üzemelésére. Az LGOC 1909-ben Frank Searle vezető mérnök tervei alapján motorizált járműveket kezdett gyártani saját használatra. Az első ilyen autóbusz az X-type volt, amit 1911-ben a B-type követett. Utóbbi egyike volt az első tömegesen előállított haszongépjárműveknek.
Az LGOC-ot 1912-ben átvette az Underground Group, amihez akkoriban a londoni metróhálózat nagy része és a villamosvonalak tartoztak. A felvásárlás után különválasztották a járműgyártó részleget, és egy új vállalatot hoztak létre Associated Equipment Company néven.
Az AEC első haszongépjárműve egy X-type-on alapuló tehergépkocsi volt. A gyár nagy szerepet játszott az első világháborúban katonai járművek gyártásával. 1916-ban elkezdte a három tonnás Y-type teherautó nagyüzemi gyártását, ami még a háború után is gyártásban maradt, és innentől az AEC mind a tehergépjárművek, mind az autóbuszok gyártásában érdekelt volt.
1932 és 1938 között az English Electric-kel közösen trolibuszokat gyártott, úgy, hogy az AEC készítette el karosszériát, az English Electric pedig a elektromos berendezést hozzá.

### Két háború között

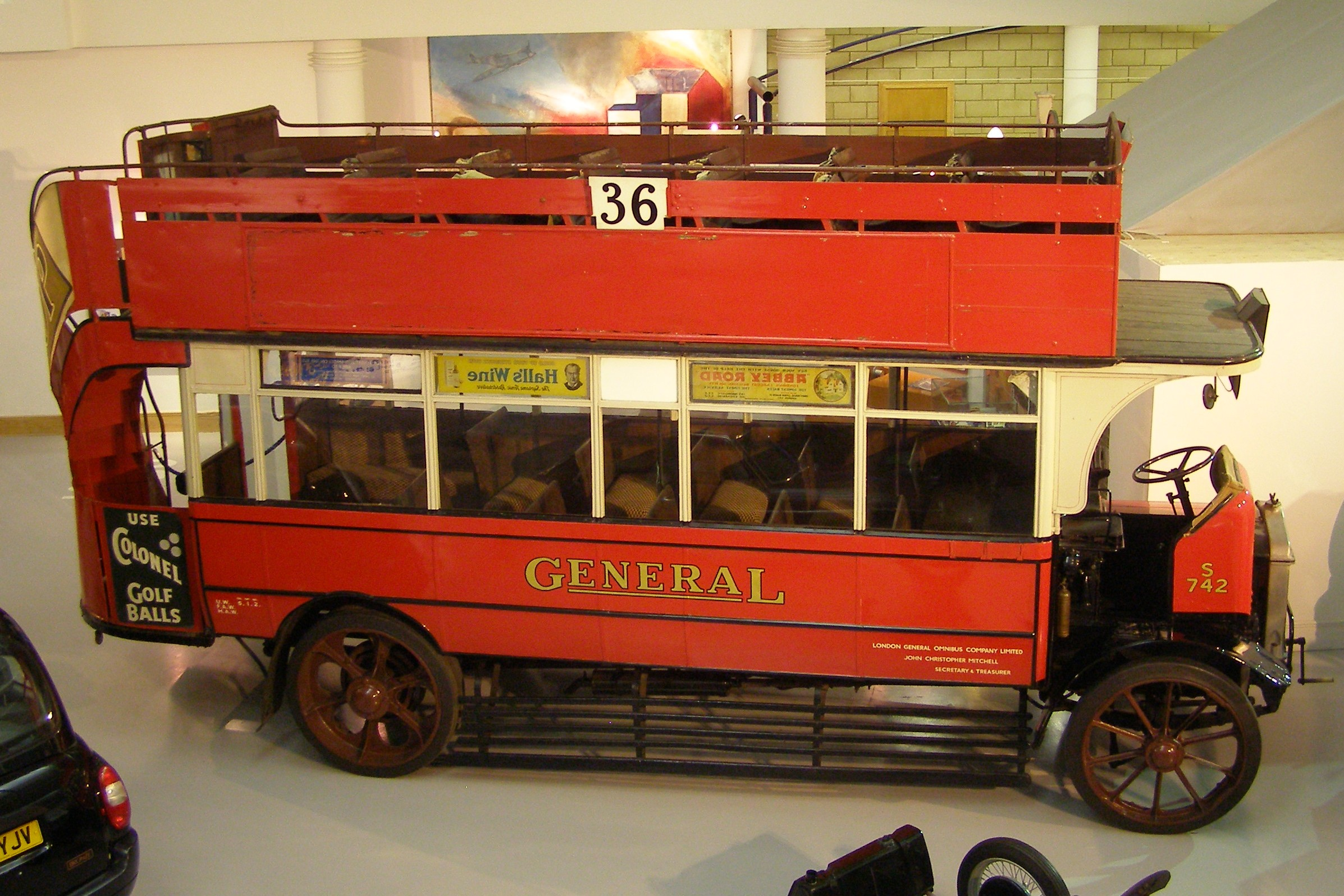
1921-es AEC S-type

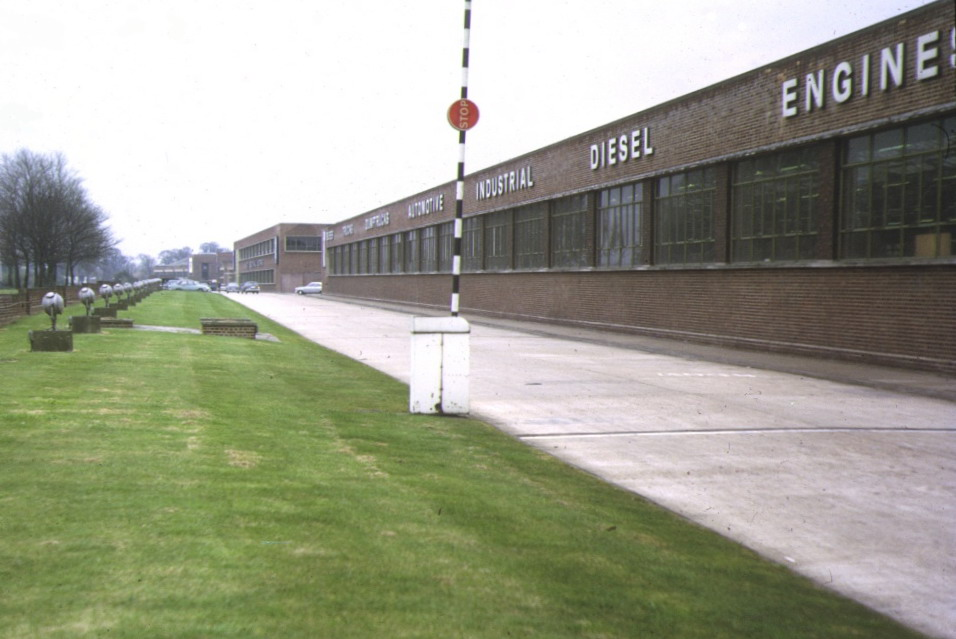
Az AEC southalli gyára 1973-ban

1926-ban az AEC Daimlerrel közösen megalapította az Associated Daimler Companyt, de ez két évvel később, 1928-ban felbomlott. 1927-ben a járműgyár átköltött Walthamstowból az új southalli gyárba.
1929-től gyártott AEC járművek új elnevezést kaptak: a teherautók modellnevei M betűvel (Majestic, Mammoth, Mercury, stb.), míg az autóbuszok modellnevei R betűvel (Regent, Regal, Renown, stb.) kezdődtek. Az eredeti „M-modelleket” csupán a második világháborúig gyártották. Az 1930-as évek közepén az AEC áttért a dízelmotor használatára.
1932-ben részesedést szerzett az amerikai Four Wheel Drive brit leányvállalatában, és itt AEC részegységeket kezdett használni. A félreértések elkerülése végett ezeket a járműveket Hardy név alatt forgalmazták, de négy évvel később, 1936-ban leállt itt a termelés.

### Második világháború alatt
A második világháború miatt 1941 és 1944 között a nem katonai célú járműgyártást szüneteltették. Az AEC a háború alatt közel 10 000 katonai járművet gyártott le, köztük tíz tonnás Matador tüzérségi vontatókat, három tengelyes Marshallokat és Armoured Car harckocsikat is. A Matador alvázára építettek még Deacon önjáró páncéltörő ágyút és Armoured Command Vehicle páncélozott parancsnoki járművet is.

### Háborúk után

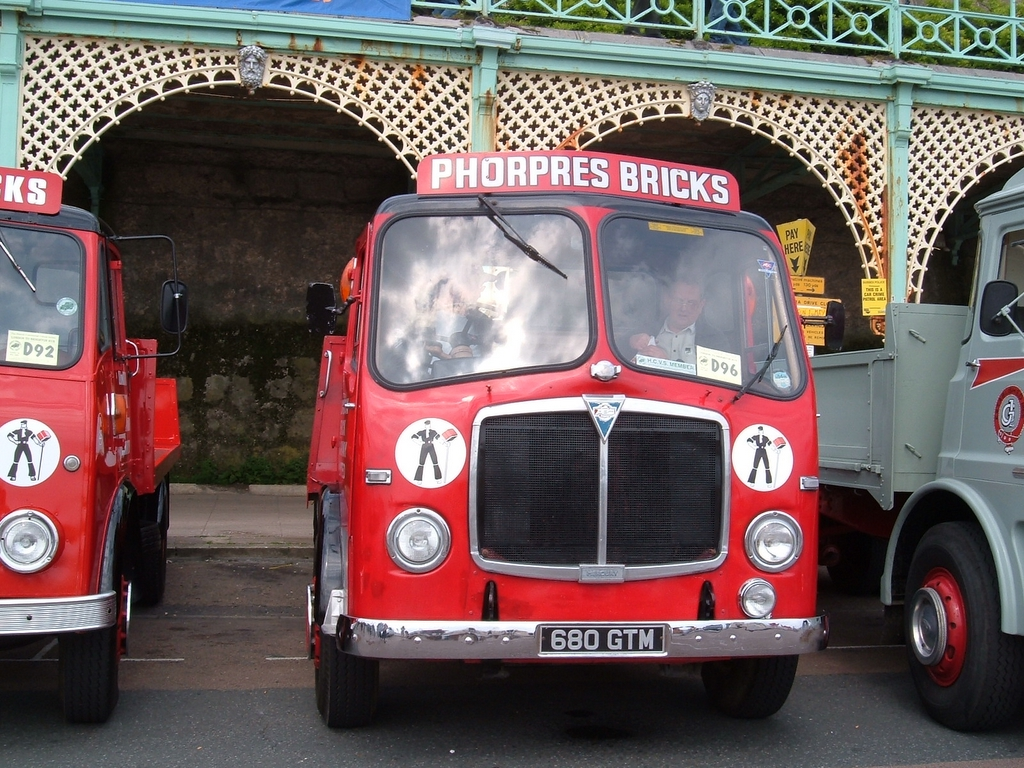
1962-es AEC Mercury

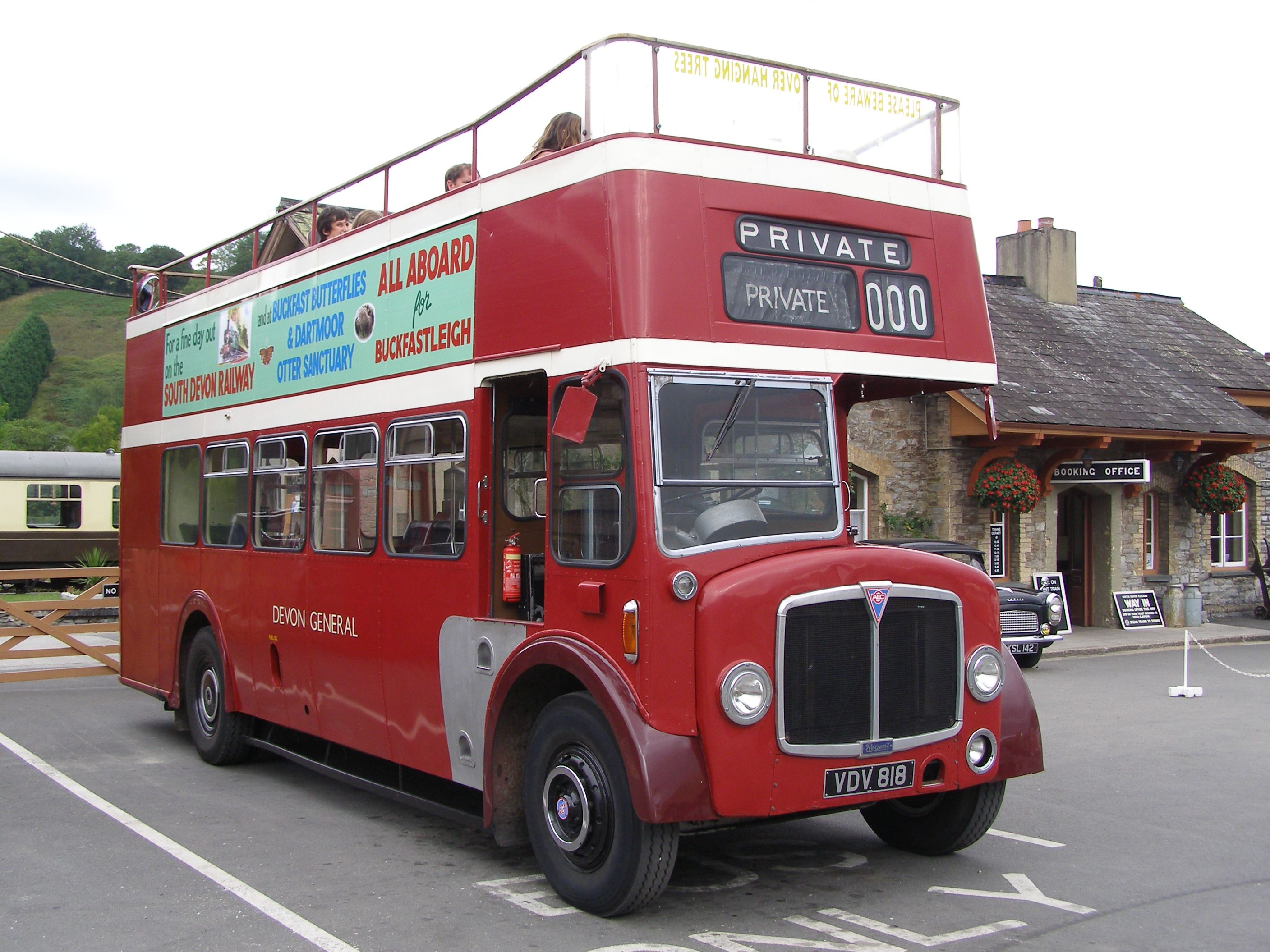
1957-es AEC Regent V

1946-ban a Leyland Motorszal közösen megalapították British United Tractiont vasúti vontatóberendezések és trolibuszok gyártására, ugyanis a háború utáni csökkent kereslet nem igényelte egyik alapító cég teljes kapacitását se.
Az AEC még ebben az évben újraindította a termelést a Regent II és Regal I autóbuszokkal, melyek háború előtti modellek újabb generációi voltak. 1946-ban bemutatták a háború utáni RT emeletes buszt, majd 1948-ban a Mammoth Major, a Matador és a Monarch teherautókat, valamint a Regent III és a Regal III autóbuszokat. Ugyancsak 1948-ban az AEC felvásárolta a Crossley Motors és a Maudslay Motor Company vállalatokat, majd október 1-jén megalapította az Associated Commercial Vehicles-t a előbbi két cég holding társaságaként. Az ACV 1949-ben felvásárolta a Park Royal Vehicles-t Charles H. Roe leányvállalattal együtt. A Park Royal az 1950-es évek közepén újratervezte a Mercury vezetőfülkéjét, amit később a többi teherautó is megkapott.
1961-ben a Thornycroft is az ACV-hez került, és a reptéri tűzoltóautókon és az off-road vontatókon kívül az összes jármű gyártását leállították a cégnél. Ekkor kezdtek használni AEC, Leyland és Albion autóbuszokon és tehergépjárműveket kezdetben hat-, majd kilenc- és tízsebességes Thornycroft váltókat.

### Leyland korszak
A Leyland Motors 1962-ben megvásárolta az ACV-t, vele együtt az AEC-et. Az AEC 1968-ban leállította az emeletes buszok gyártását, a szóló buszok és a teherautók még 1979-ig gyártásban maradtak, de 1977-től már nem AEC név alatt készültek, mint például a Leyland Marathon. A southalli gyárat és vele együtt az AEC-et a British Leyland zárta be 1979-ben.

## Külföldi érdekeltségek

### ACLO
ACLO (Associated Company Lorries and Omnibuses rövidítése) márkanevet használta az AEC Latin-Amerikában és Spanyolországban értékesített járműveire.

### UTIC-AEC
Portugáliában az AEC autóbuszok és teherautók összeszerelését a lisszaboni União de Transportadores para Importação e Comércio végezte, és ezek a járművek az UTIC-AEC márkajelzést kapták meg.

### Barreiros AEC
Az 1950-es évek végén a spanyol kormány behozatali korlátozásai csaknem nullára csökkentették az AEC spanyolországi eladásait. Ennek következtében az AEC a Barreiros Diesel spanyol teherautógyárral megállapodott, hogy közösen gyártanak autóbuszokat AEC tervek alapján. A közös vállalkozás 1961-ben indult, és a Barreiros AEC márkanevet használták. Az, hogy a Leyland felvásárolta 1962-ben az AEC-et, aláásta a megállapodást, mivel a Leyland a Barreiros Diesel konkurenciája volt, ezért a Barreiros új buszgyártó partner nézet, és 1967-ben megállapodott a belga Van Hoollal.

## Járművek

### Autóbuszok

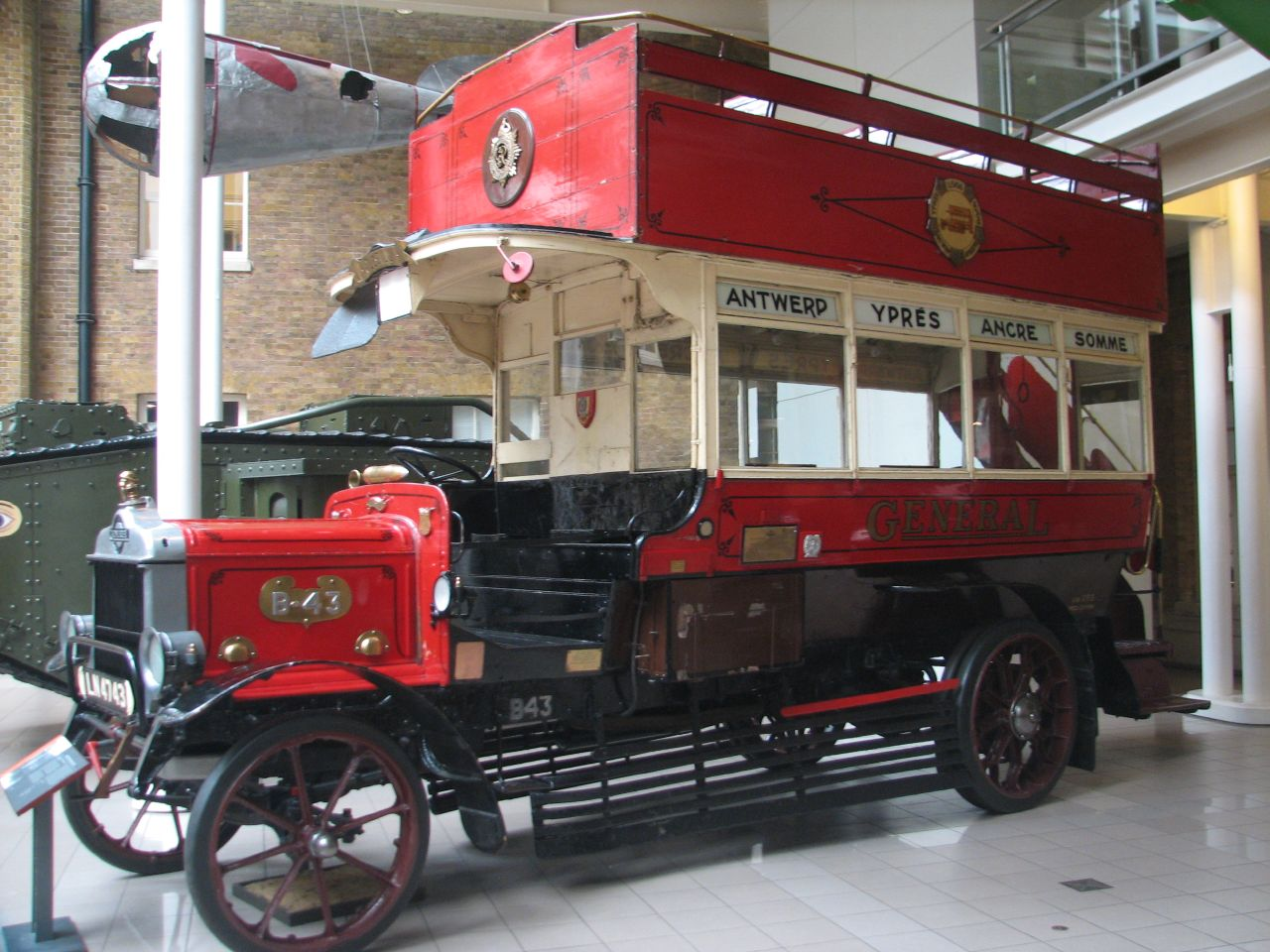
LGOC B-type

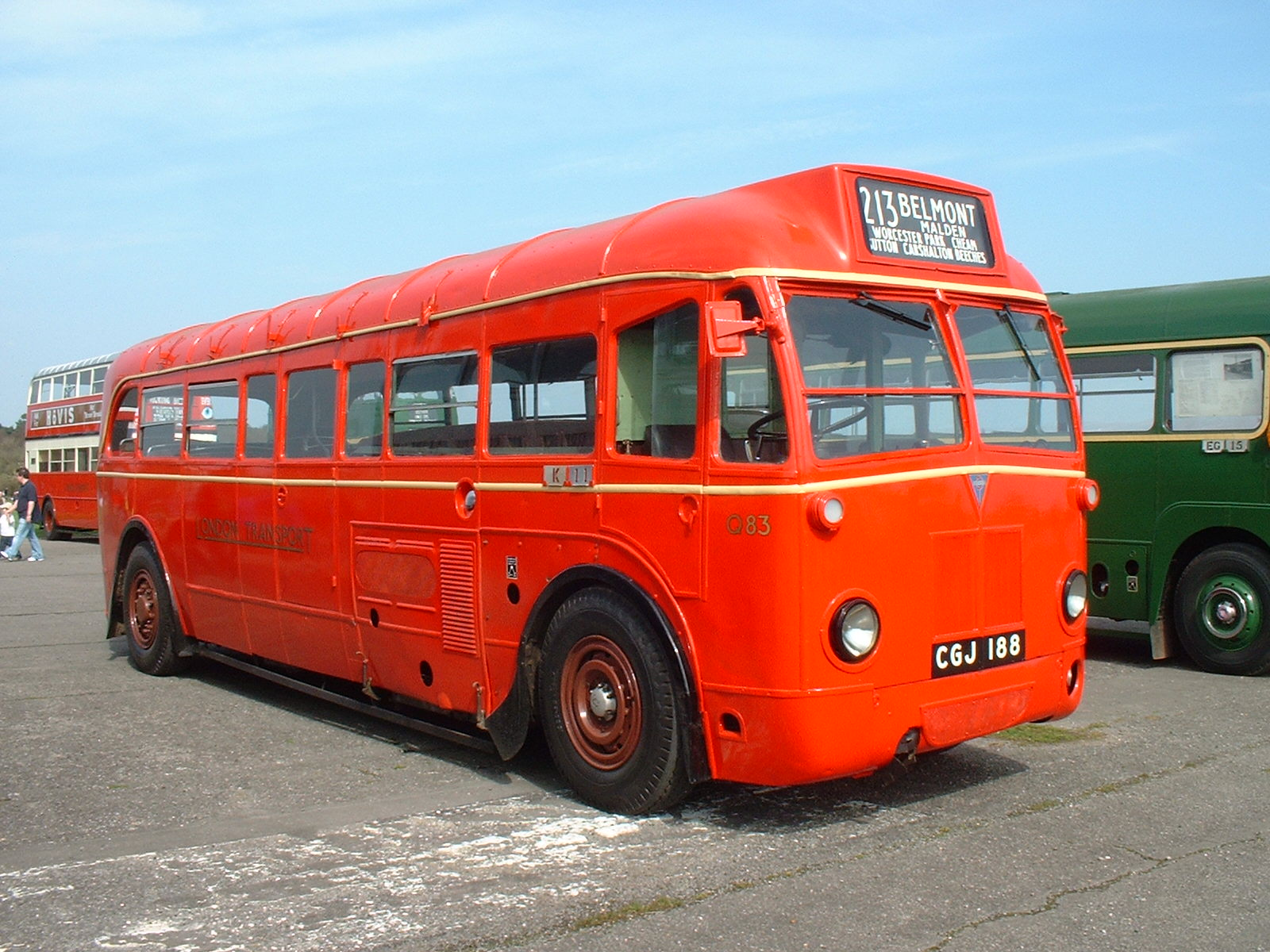
AEC Q-type

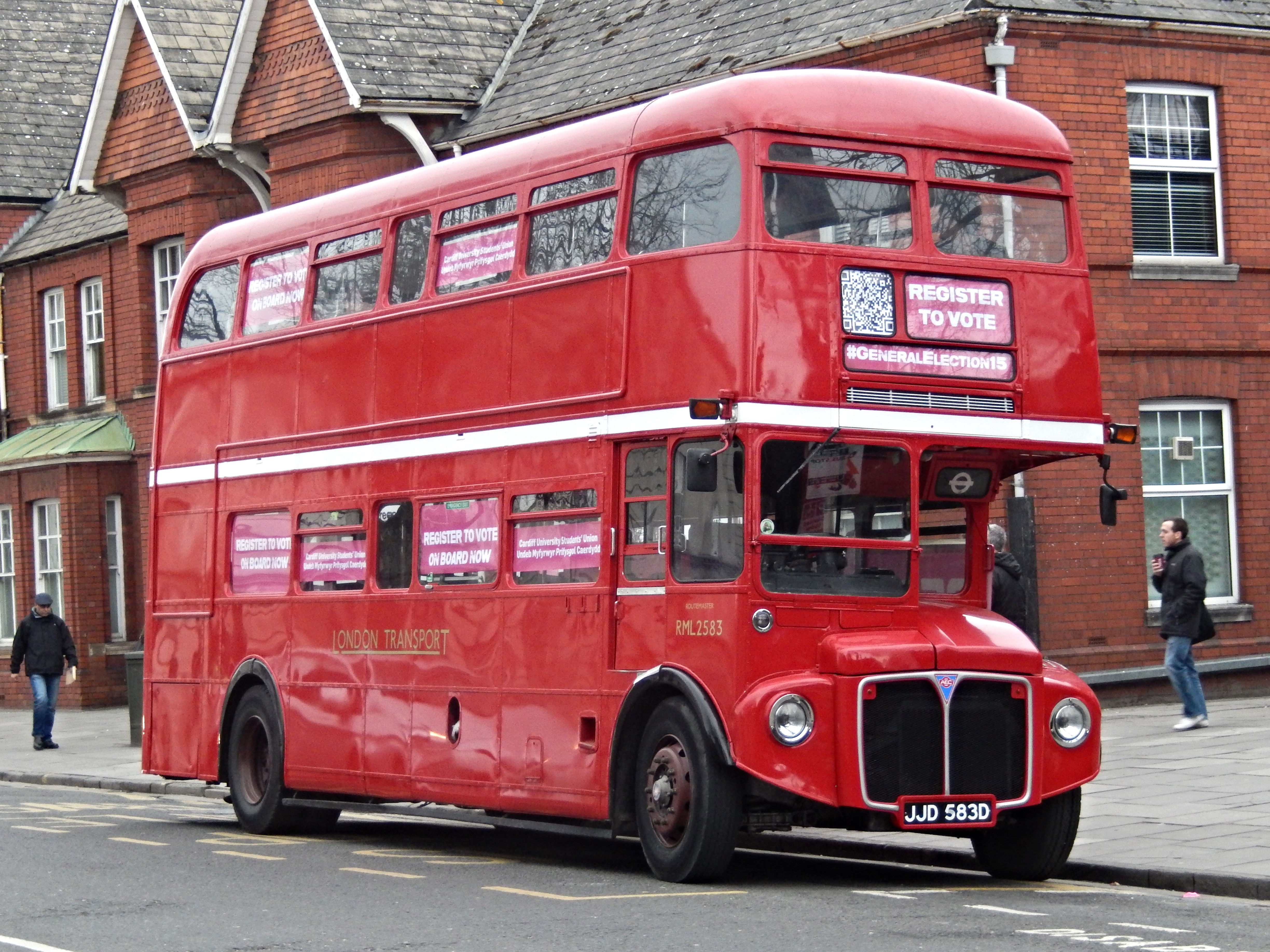
AEC Routemaster

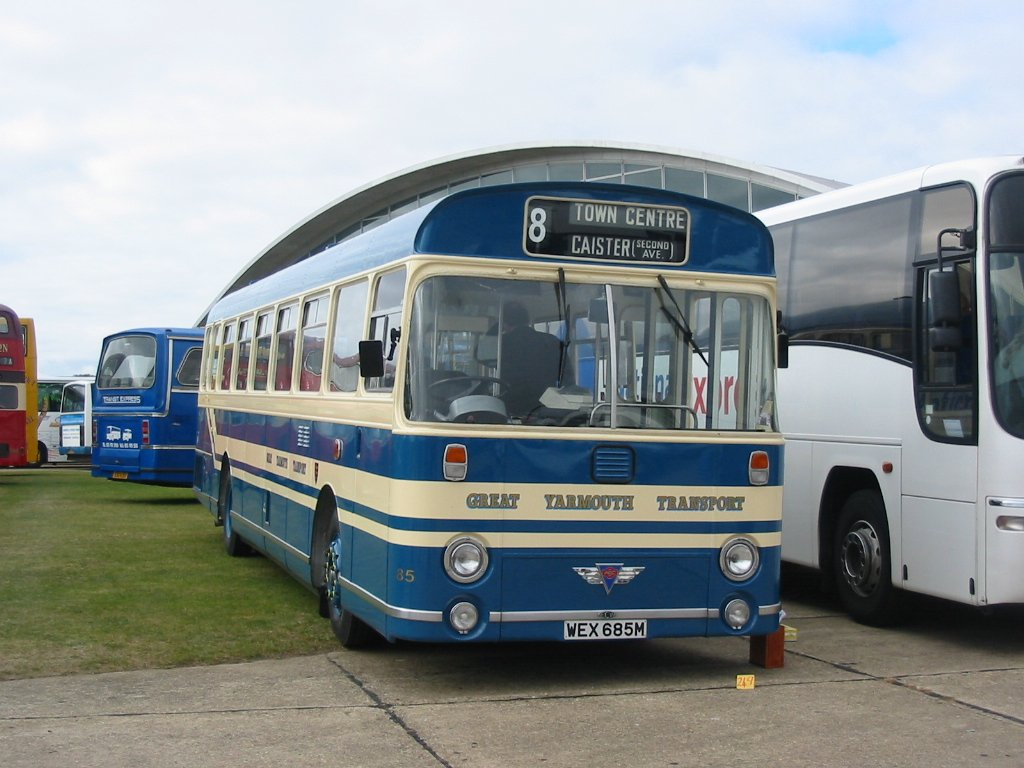
AEC Swift

- B-type (1912–1913)
- K-type (1919–1926)
- NS-type (1922–1929)
- 400-series
- 500-series
- AEC Renown (1925–1929)
- LS-type (1927–1928)
- Reliance (1928–1932)
- Regent (1929–1942)
- Regal (1929–1940)
- Renown (1929–1940)
- Ranger (1931–?)
- Q-type (1932–1937)
- Regal II (1935–1937)
- Regent II (1945–1947)
- Regal I (1946–1947)
- Regent III RT (1939–1954)
- Regent III (1947–1957)
- Regal III (1947–1953)
- Regal IV (1949–1960)
- Regal V (1955–1959)
- Reliance (1953–1979)
- Monocoach
- Regent V (1954–1969)
- Routemaster (1954–1968)
- Ranger (1955–?)
- Bridgemaster (1956–1962)
- Ranger (1957–1979)
- Renown (1962–1967)
- Regal VI (1962–1979)
- Swift (1964–1979)
- Merlin (1965–1972)
- Sabre (1968–1970)

#### Prototípusok
- T-type (1920)
- Regent IV (1949)
- Routemaster FRM (1966)

### Trolibuszok

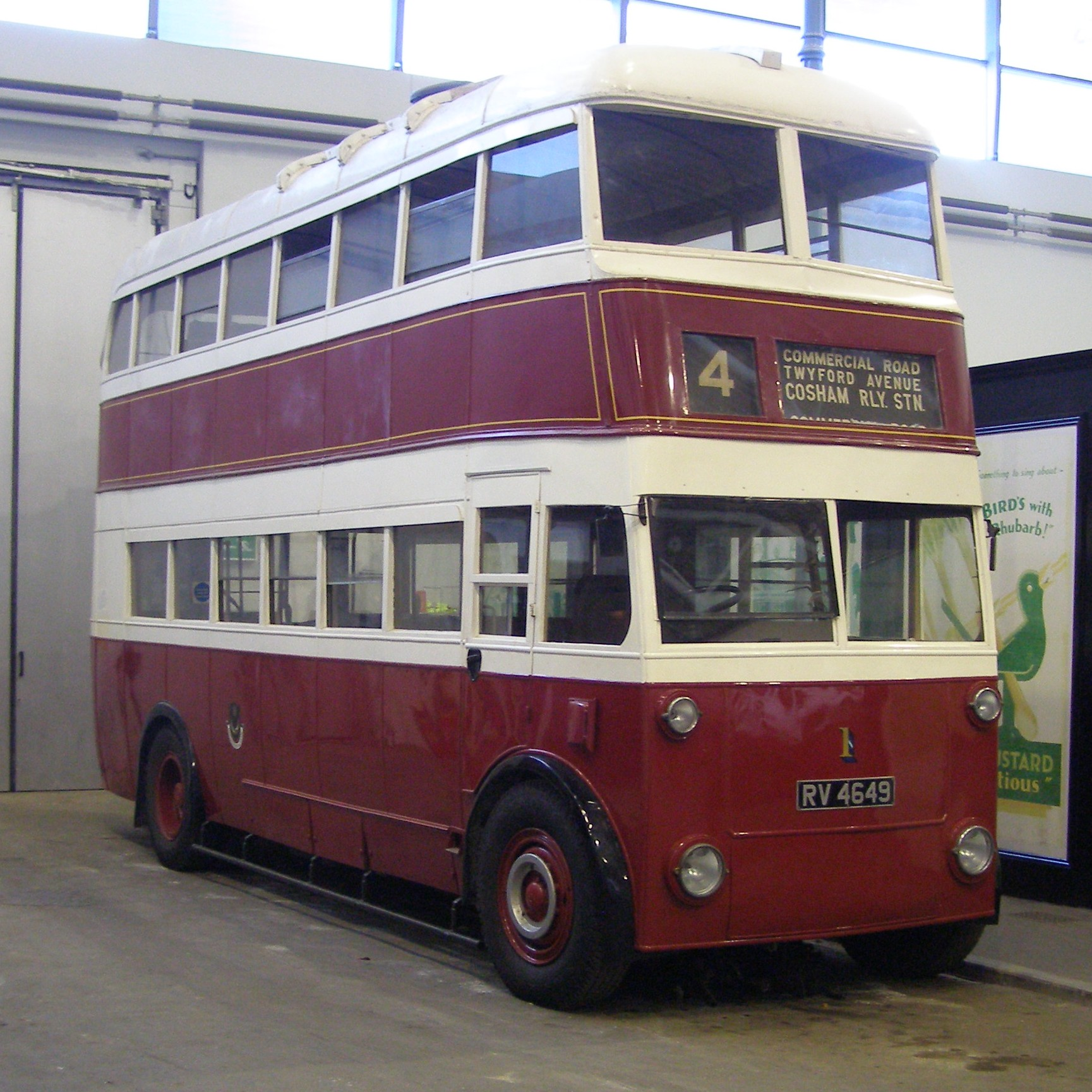
ARC 661T

- 601
- 602
- 603/603T
- 604
- 605
- 607
- 661T
- 662T
- 663T
- 664T
- 691T
- 761T

### Tehergépjárművek

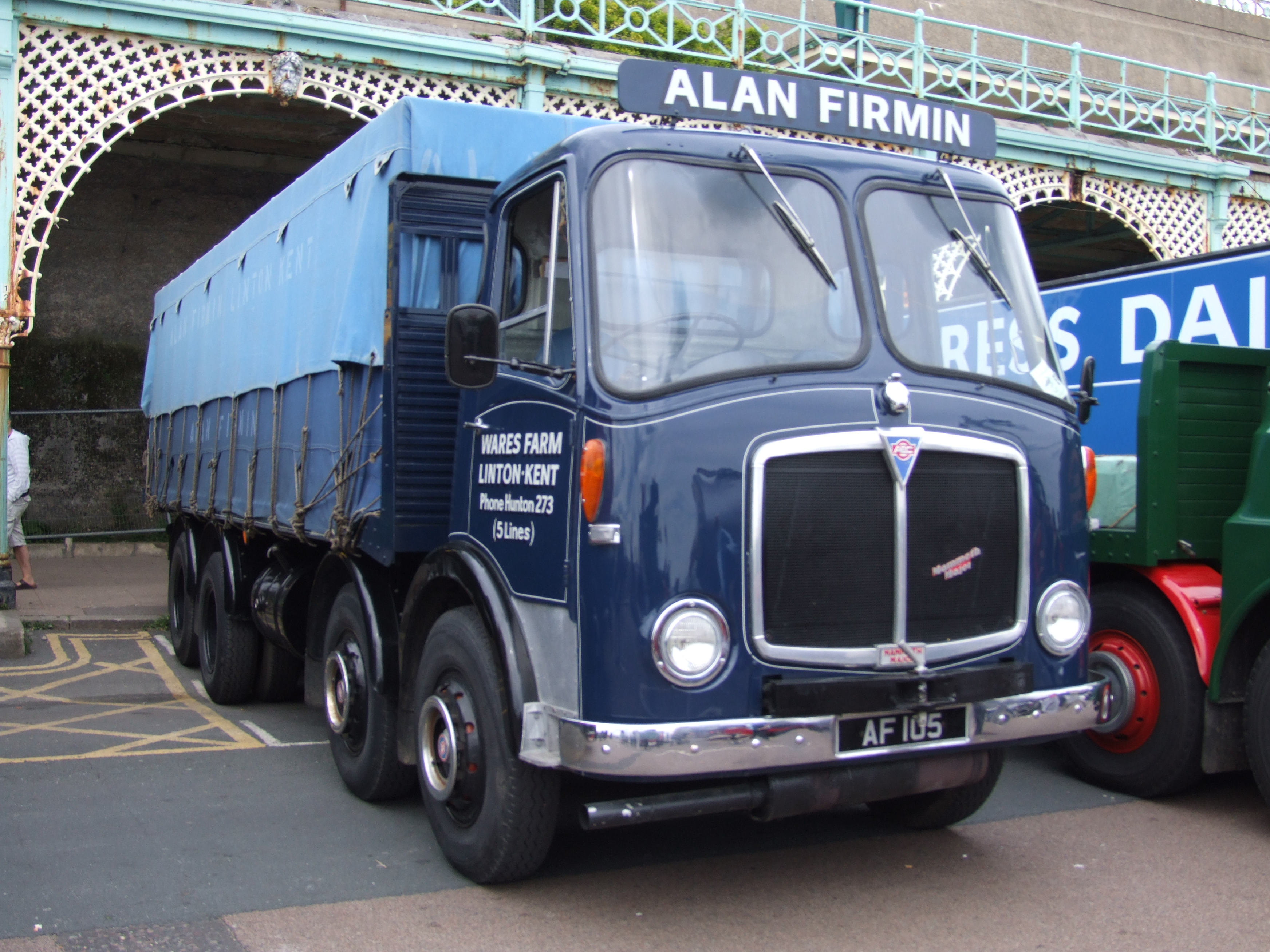
AEC Mammoth Major

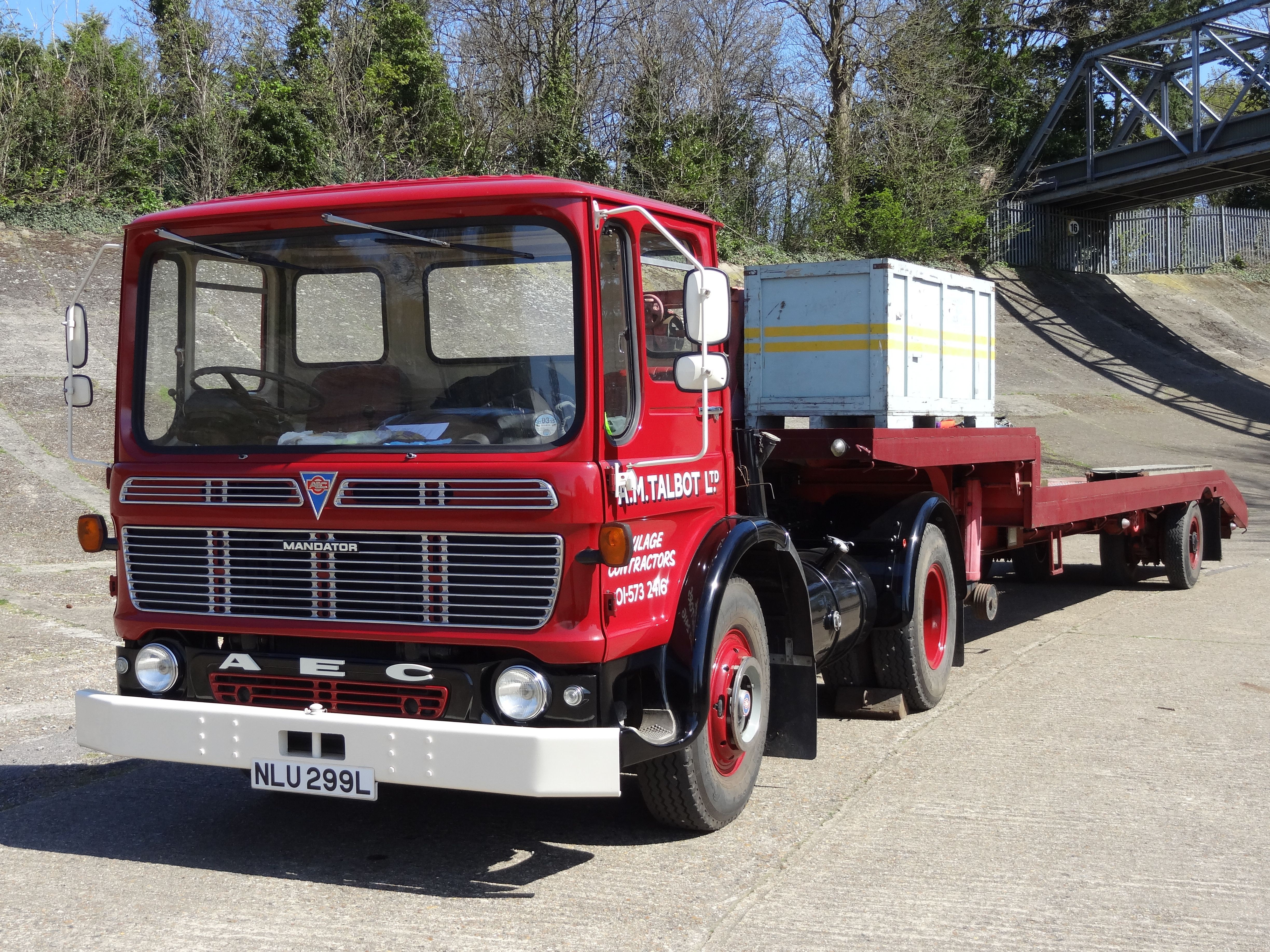
AEC Mandator

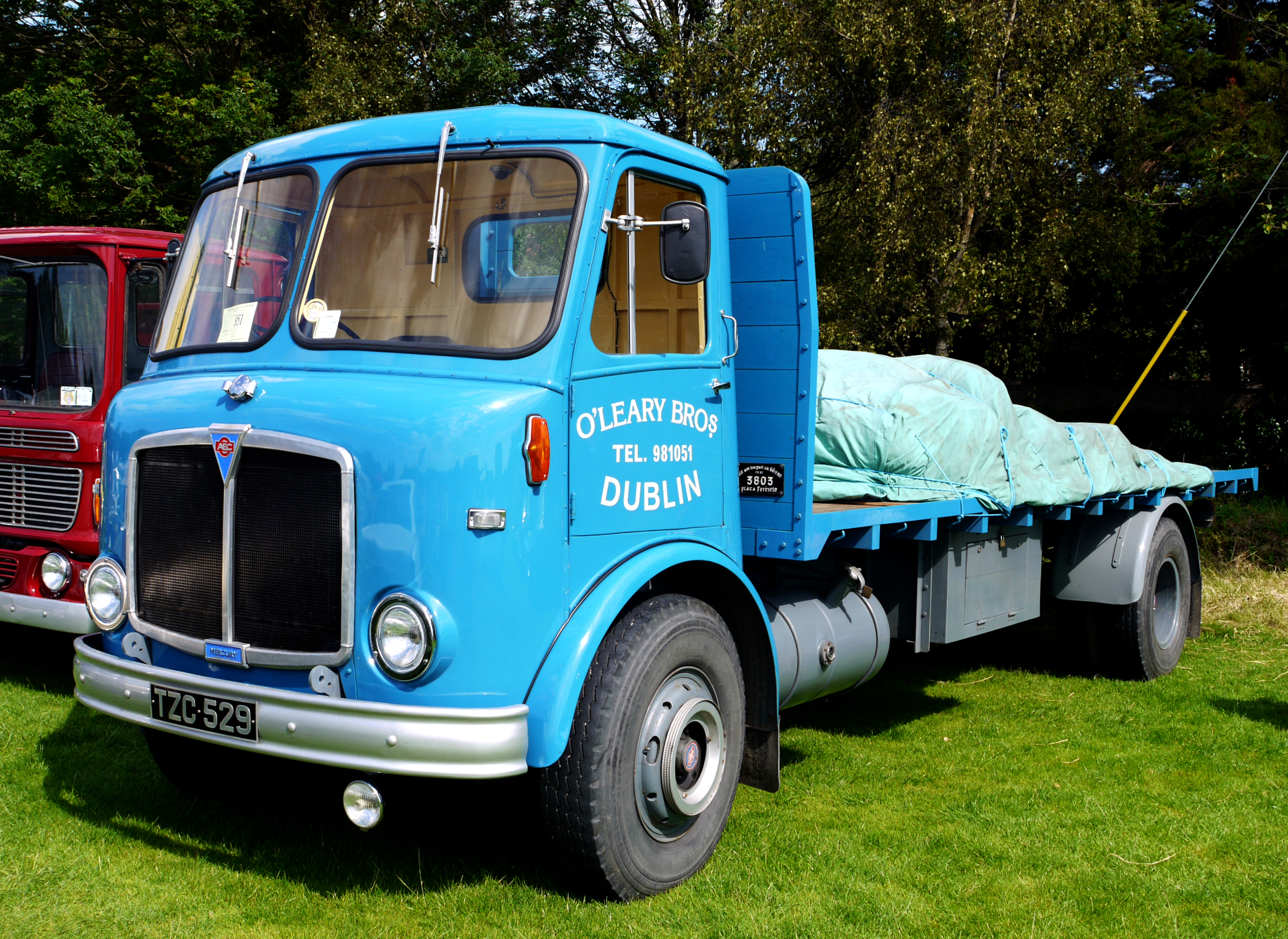
AEC Mercury

- Majestic
- Mammoth
  - Mammoth Minor
  - Mammoth Major
- Mandator
- Marshal
- Matador (1938–1953)
- Mercury
- Militant
- Mogul
- Monarch
- Mustang
- Model 201
- Model 428
- Model 501 & 506
- Model 701
- Y-type

## Centenárium
2012-ben volt az Associated Equipment Company megalapításának 100. évfordulója, emiatt számos rendezvény zajlott le az év során, de az egyik legnagyobb járműtalálkozót az AEC Society szervezte május 26-án és 27-én Nottinghamshireben, amin 225 AEC jármű és 350 más márkájú járművel vettek részt.

## Fordítás
- Ez a szócikk részben vagy egészben  az   Associated Equipment Company című angol Wikipédia-szócikk fordításán alapul.  Az eredeti cikk szerkesztőit annak laptörténete sorolja fel. Ez a jelzés csupán a megfogalmazás eredetét és a szerzői jogokat jelzi, nem szolgál a cikkben szereplő információk forrásmegjelöléseként.